# 甘酒
甘酒（あまざけ、「醴」とも表記）は日本の伝統的な甘味飲料の一種で、見た目はどぶろくに似て混濁している。甘粥（あまがゆ）とも呼ばれる。
主に米こうじと米、あるいは酒粕を原料とする。また、新たなタイプの甘酒として、米こうじ甘酒を乳酸菌で発酵させた乳酸発酵甘酒もある。酒という名がつくものの、アルコール含有はわずかで、市販されている商品はソフトドリンク（アルコール度数1%未満）に分類される。

## 歴史
甘酒の起源は古墳時代に遡り、『日本書紀』に甘酒の起源とされる天甜酒（あまのたむざけ）に関する記述がある。古くは「一夜酒（ひとよざけ）」または「醴酒（こさけ、こざけ（「濃い酒」の意味））」と呼ばれた。
奈良時代の歌人である山上憶良が、『貧窮問答歌』において「糟湯酒」に触れていた。
かつては夏に、「甘い・甘い・あ〜ま〜ざ〜け〜」などの文句で行商も多かった。俳句において夏の季語となっている。
江戸時代には夏の風物詩だった。『守貞漫稿』には、「夏月専ら売り巡るもの｣が「甘酒売り」と書かれており、非常に人気がある飲み物であった。当時の江戸幕府は、老若男女問わず購入できるよう甘酒の価格を最高で4文に制限していた。

## 販売
正月には、参拝客に甘酒を振る舞ったり、自宅に持ち帰る甘酒を販売する寺社が多い。また、米農家が収穫を感謝するため、甘酒を造ったり、祭りに甘酒を供える風習が残っている土地もある。
そのまま飲める缶入り、瓶入りのほか、濃縮や粉末、フリーズドライのものが販売されており、ミルクスタンドでは「冷やし甘酒」、また「甘酒ヨーグルト」など各種製品も販売されている。缶入りは冬場に自動販売機で多く見かけられる。
雛祭りの際に飲まれる「白酒」は製法が異なるよく似た別物であるが、甘酒がエタノール含有が僅かなことや安価だという理由で、代品として使われることが現在では一般的である。
現在市販されている甘酒は、希釈前提のビニール袋詰めのものが麹製で、それ以外は酒粕製が主流である。森永製菓の缶入り甘酒（森永甘酒）は、麹と酒粕の双方を使用して製造していると謳っている。ミツカングループの中埜酒造ではフルーツを原料に使用したアルコールが一切含まれていないフルーツ甘酒を製造販売している。また、マルコメは「プラス糀」シリーズの中で麹を使った無加糖の製品を販売しており、離乳食としての利用法も提案している。白鶴は乳酸菌入りの缶入り甘酒を販売している。

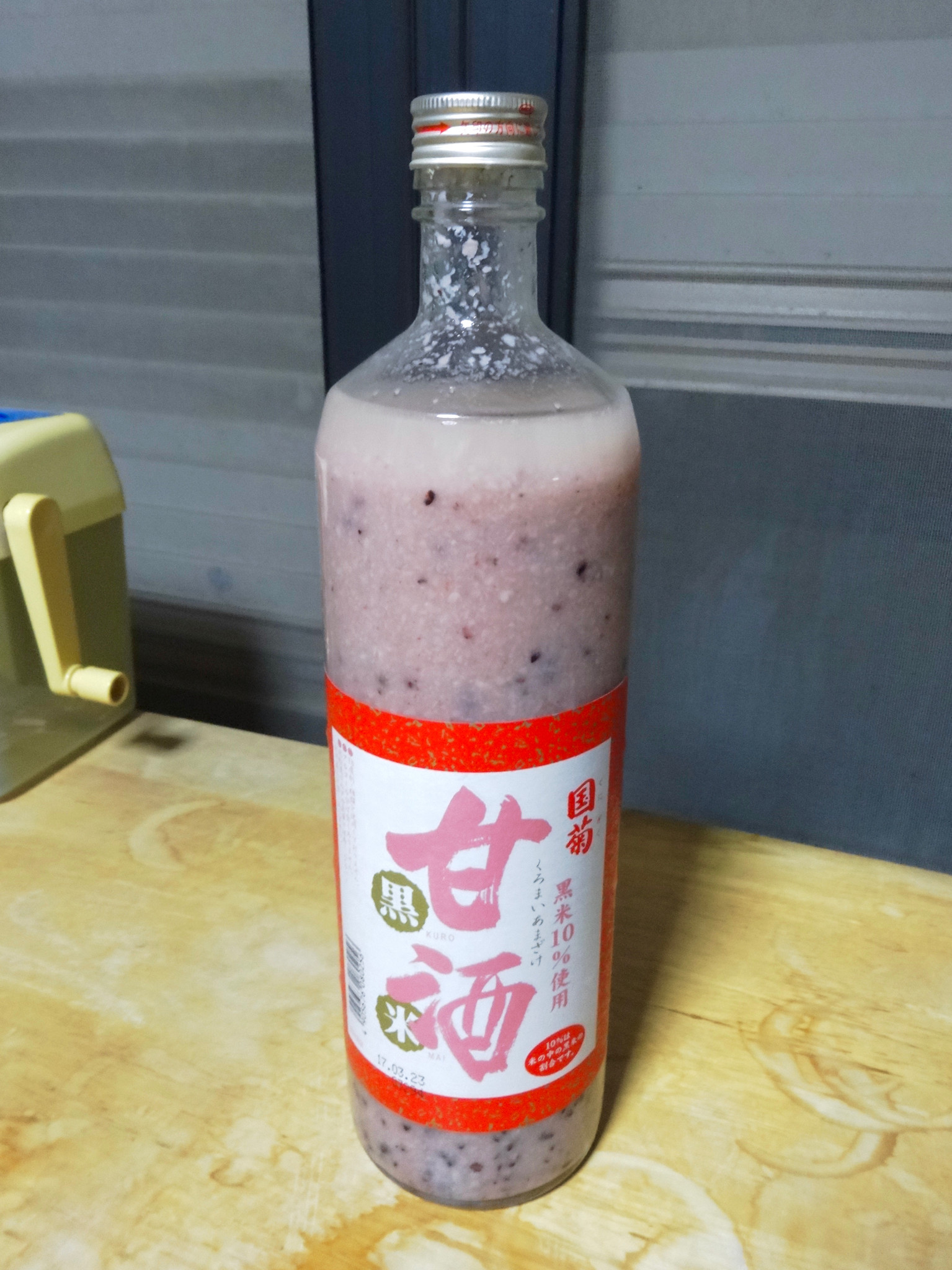
瓶入り製品（黒米使用）
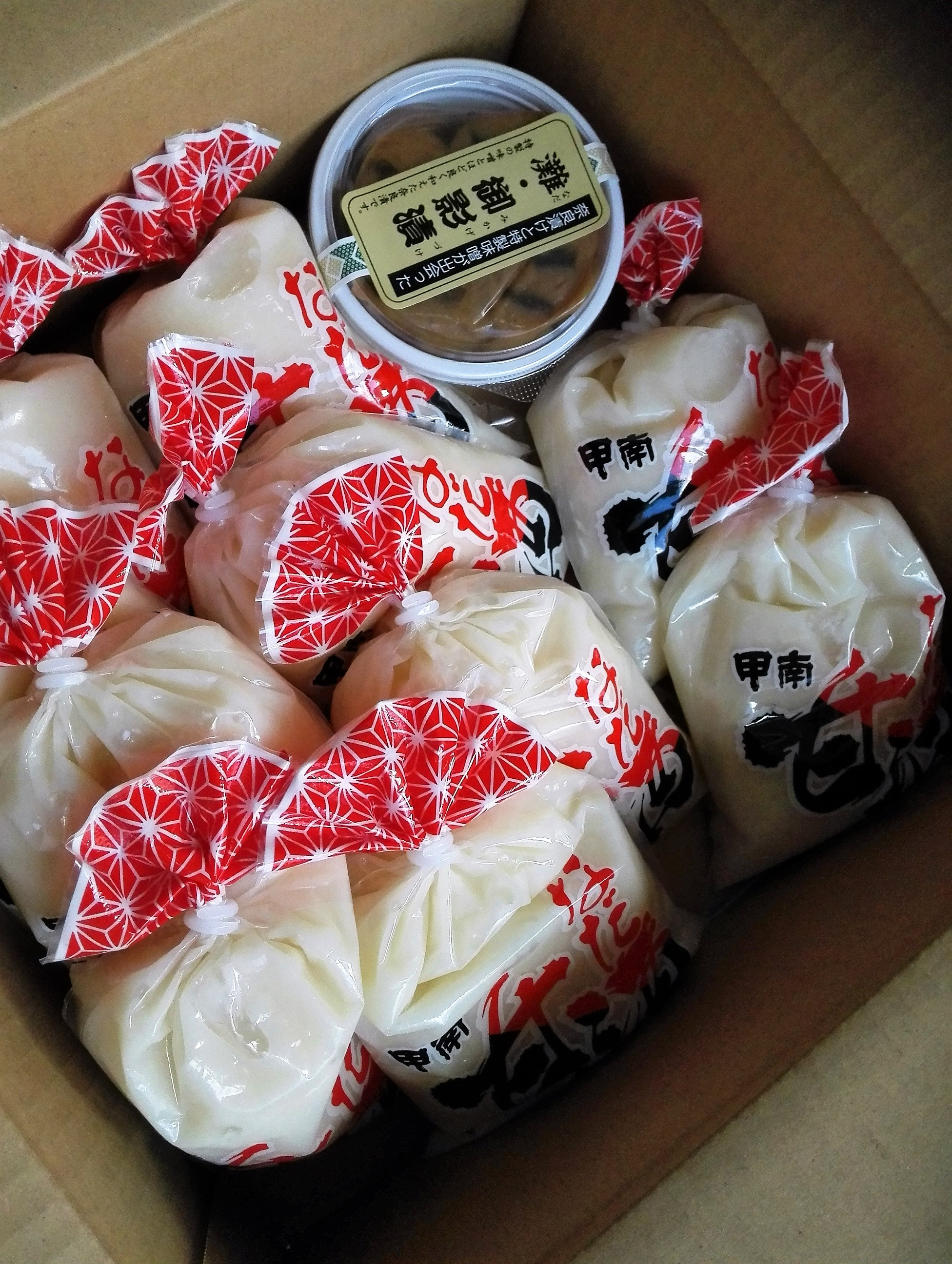
ビニール袋入り製品
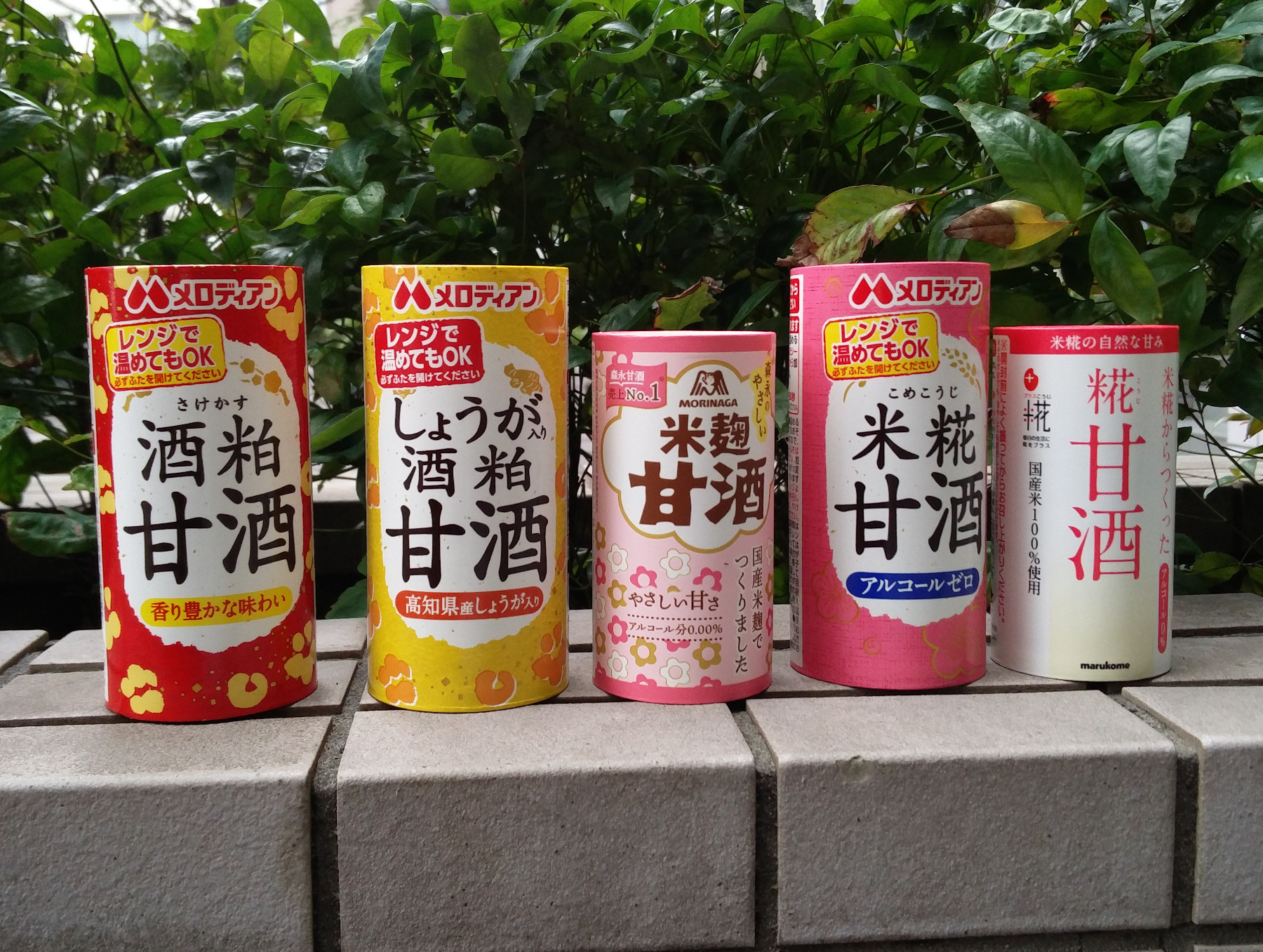
紙パック入り製品
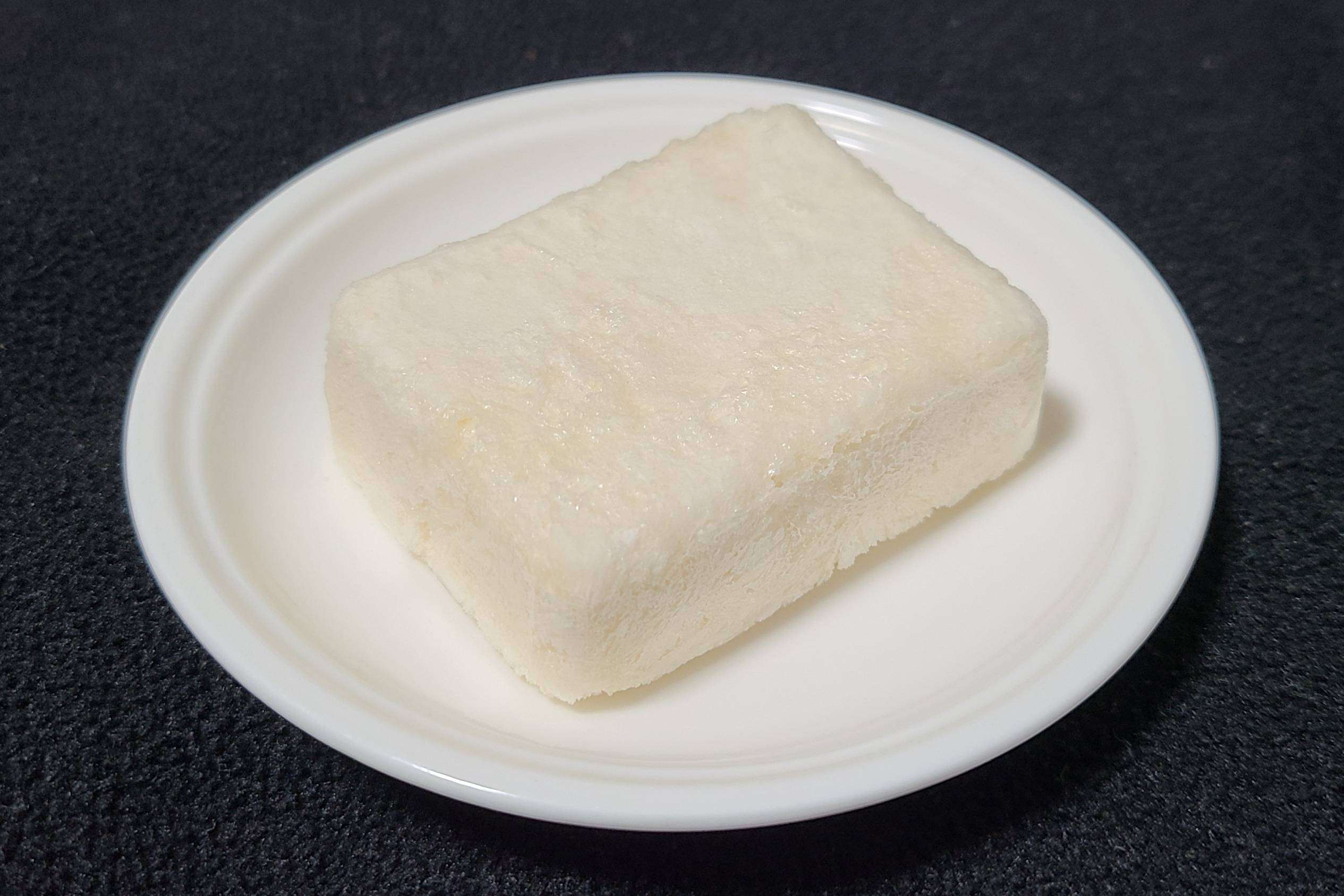
フリーズドライ製品

## 栄養
甘酒には、ビタミンB1、ビタミンB2、ビタミンB6、葉酸、食物繊維、オリゴ糖や、システイン、アルギニン、グルタミンなどのアミノ酸、そして大量のブドウ糖が含まれている。ブドウ糖以外の成分は原料米とのコウジカビ属(Aspergillus)に由来するが、これらの栄養は、点滴とほぼ同じ内容であることから、「飲む点滴」と称されることもある。
発酵食文化研究家の是友麻希によると、特にブドウ糖は目が覚める朝、空腹時に何かと一緒に摂取すると血糖値が上がるので効果的であるという。同様に食事前に摂取することで、その他の栄養も併せた結果食後の血糖値を抑えることが可能とされている。
冬季では体が温まるようにあるいは風邪の予防として甘酒を熱くし、夏季はさっぱりと飲めるようにショウガ汁を入れて飲まれることがある。

## アルコール分
酒粕が甘酒の原料に使用されることがあるが、日本食品標準成分表によると酒粕にはアルコール分が約8%程度残存している。原料に含まれること、あるいは製造過程で生成されることで、甘酒にもアルコールが含まれることがある。
法的にはアルコール分が1%未満であればアルコール飲料ではなくソフトドリンクとして扱われ、未成年者でも飲用が許される。ただし、酒に弱い人（特に幼児）や妊婦が大量に飲むと酔う可能性があることには特に注意すべき。

## 製法
製法は複数存在し、両製法を使用した製品も存在する。
麹を使用する製造方法
米こうじと米を原料とする。150gの米、3合の水で作った粥を50 - 60°C程度に保温し、200gの米こうじを混合、撹拌し、1晩（10 - 12時間）程度かけてコウジカビ由来の酵素（アミラーゼ）によってデンプンを糖化することで甘味を得る。古く「一夜酒（ひとよざけ）」と呼ばれたのはこの製法から来たものである。冬でないと酒を造れない酒蔵が夏の副業に手掛けていたともいう。
糖化の過程では、コウジカビのアミラーゼによる糖化のほか、プロテアーゼによるタンパク質のアミノ酸への分解や、場合により混入乳酸菌による乳酸発酵も進行する。コウジカビの許容限度以上に温度が高すぎると酵素が充分に作用せずに糖化が進まず甘味が乏しくなる。逆に温度が低すぎると混入した菌による乳酸発酵が進行しすぎ、出来上がる前に他の雑菌も繁殖してくるので、酸味や問題ある雑味が強く風味が損なわれる。なお、混入酵母があった場合、進行したアルコール発酵の程度に応じ、アルコール（通常は極微量）を含むことになる。
65°Cの温度で23秒間加熱すれば一般的な乳酸菌を不活化できることが知られているため、前述のように50 - 60°C程度に長時間保温する。
本来は米由来の糖分で十分に甘いので、砂糖を加えない。通常、多くの甘酒・酒は、加水し糖分を調整して、販売されている。
酒粕を使用する製造方法
酒粕を原料とする。湯に酒粕を溶いて加熱し、砂糖などの甘味を加える。日本酒由来の酒粕には、発酵酵母,レジスタントプロテインなど各種栄養素も多く含まれており、製法も安易である。日本酒由来の酒粕ではなくこぼれ梅（みりん粕）を使用する場合もある。材料の酒粕にはアルコールが含まれているため、作られた甘酒に少量（場合により酔う程度に多量）のアルコールが含まれている場合もある。酒粕はすり鉢などを用いて滑らかにとかしたり、塩を一つまみ加えるなどと工夫する人もいる。
麹発酵のための設備が不要であり、酒造の副産物を活用出来るなど利点も多い。

## 類似した飲料・食品
- 白酒 - 雛祭りなどで出される酒。みりんや焼酎に蒸したもち米と米麹を仕込んで1ヶ月程熟成させて作られる。9%ほどのアルコール分が含まれるため、リキュール類に分類される[24]。本来甘酒と白酒は異なるものであるが、近年は白酒の代用として甘酒が使用されることが多く[25][26]、同一視されることもある[27]。
- みき (飲料水) - 鹿児島県奄美群島・沖縄県の乳酸菌発酵飲料。うるち米・生のサツマイモ、砂糖が原料。
- おなっとう - 長野県佐久地域の郷土料理。ご飯に麹を混ぜて発酵させ、煮豆などを加える。水を入れて温めると甘酒にもなる。
- 酒醸（）、醪糟、甜酒醸、撈糟、江米酒 - 中国の長江流域や南方などで食されるアルコールを帯びた発酵食品。海馬、杜仲、当帰などの生薬の入った麹である「酒薬」でもち米を糖化・発酵させて作る[28][29][30]。日本では調味料として紹介される場合もある[31]。
- タンスル（朝鮮語: 단술）、カムジュ（朝鮮語: 감주、甘酒）、シッケ（朝鮮語: 식혜、食醯） - 朝鮮伝統の類似した発酵飲料。タンスルとカムジュは共に甘酒の意味である。搾った麦汁にご飯を加えて発酵・糖化させて作る。ご飯粒を浮かせたまま飲むとシッケ、ご飯粒を取り除いて汁だけを飲むとカムジュと呼ばれる[32]。
- カオマーク - タイでデザートとして飲まれるもち米や赤米から作られる伝統的なドリンク。甘酒と比べるとやや味がある。
- 飴湯
- ライスプディング